# Hechtia caerulea
Hechtia caerulea là một loài thực vật có hoa trong họ Bromeliaceae. Loài này được (Matuda) L.B.Sm. mô tả khoa học đầu tiên năm 1972.

## Hình ảnh

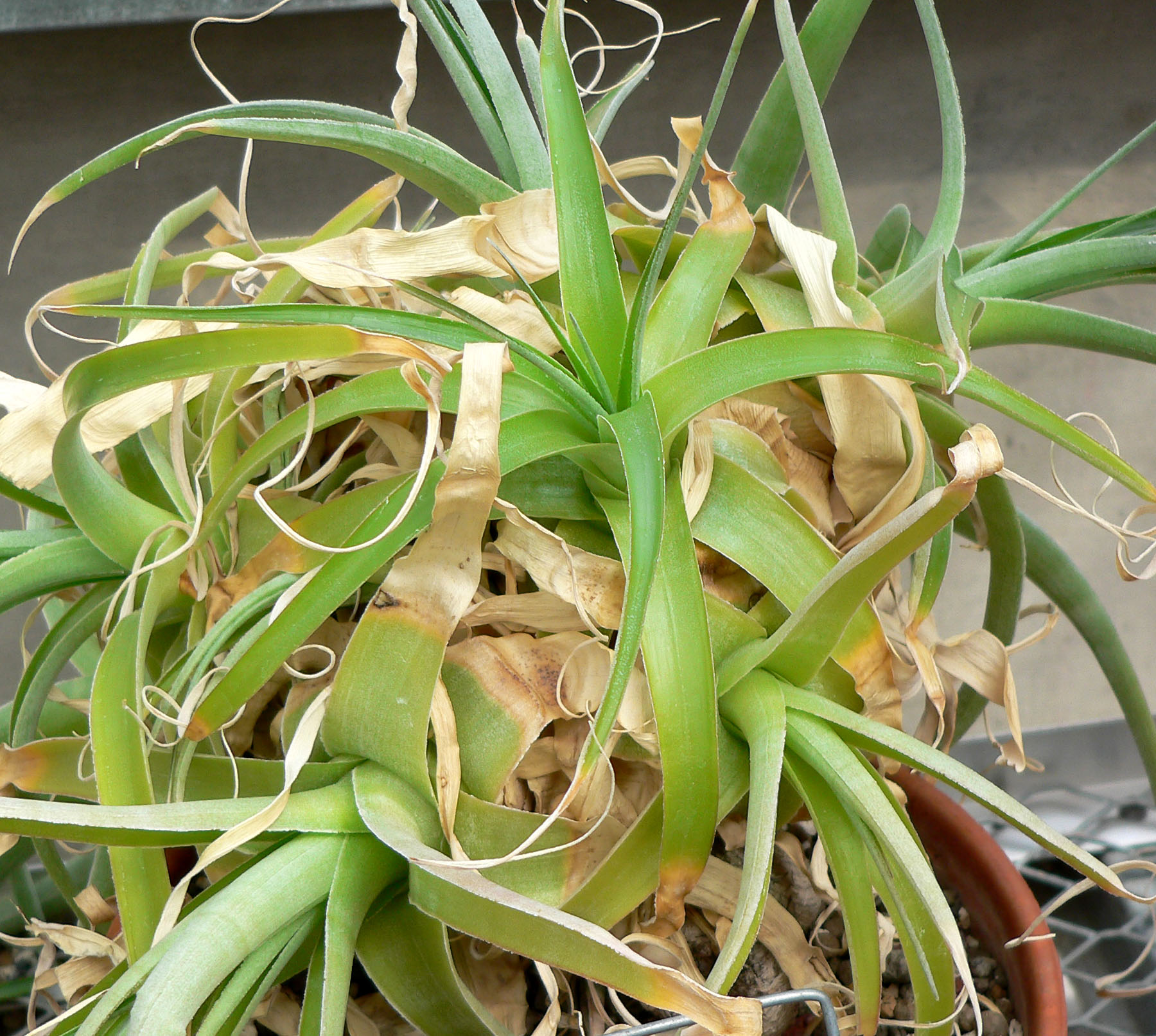
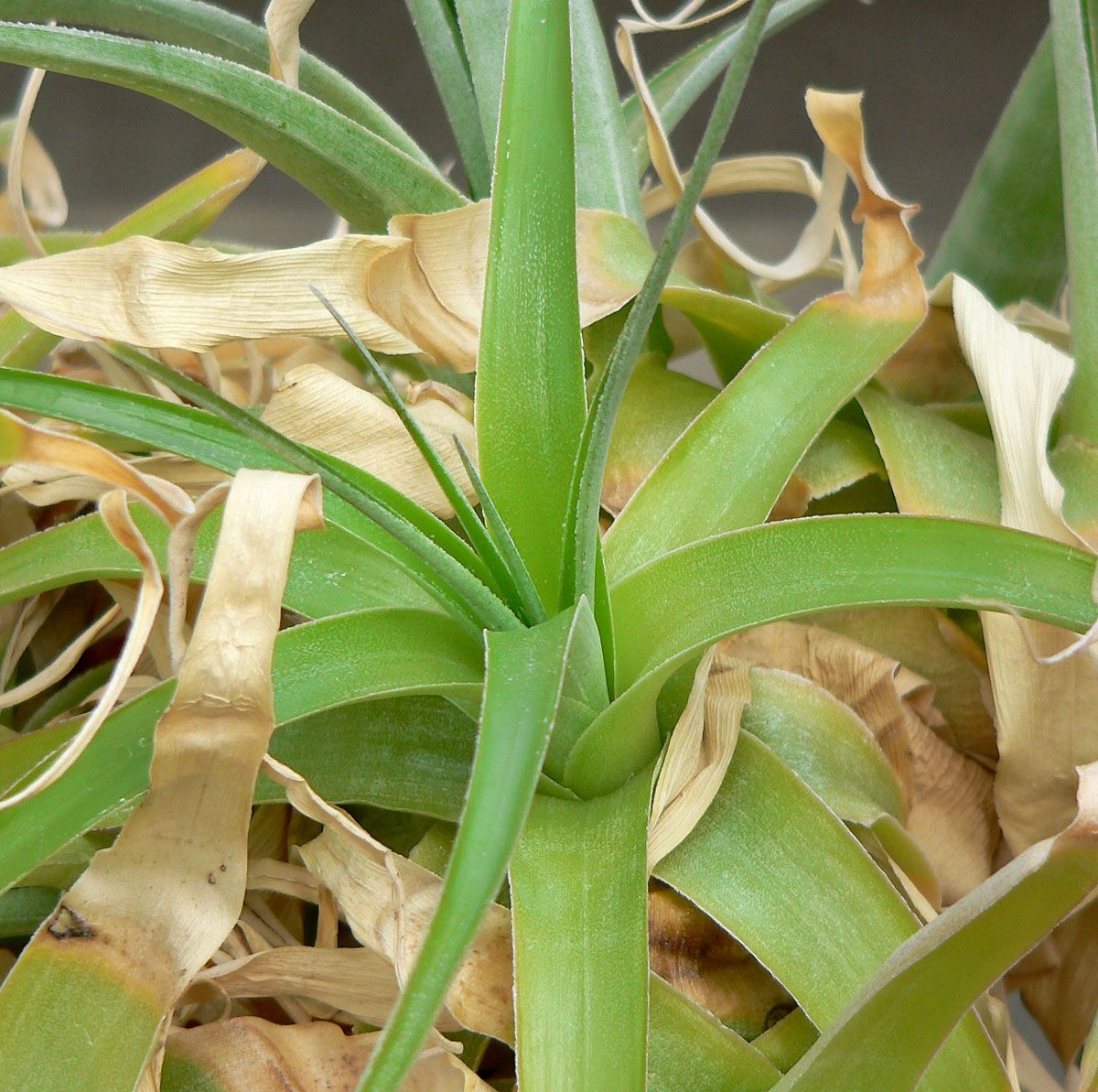